# Sörli
Sörli fue un caudillo vikingo, príncipe de Oppland e hijo del rey Erlingr, Noruega a finales del siglo IX e inicios del siglo X. Su vida aparece detallada en forma de historia corta en Sörla þáttr, una de las sagas legendarias que procede de una versión extendida de Óláfs saga Tryggvasonar y que aparece en Flateyjarbók.
Según la saga, 24 años después de la muerte del rey Fróði, Sörli y su hermano Erlendr se dedican a las incursiones vikingas hasta que un día se enfrentan a Sindri Sveigisson (nieto de Haki), en las islas Elfarsker (cerca de la actual Gotemburgo). En la batalla mueren Sindri y Erlendr, y a partir de entonces Sörli se dedica a devastar las costas del mar Báltico.
En una de sus expediciones encuentra un hermoso drakkar propiedad de un rey llamado Halfdan de Dinamarca, quien gobernaba su reino desde  Hróiskelda junto a sus dos hijos, Högni y Hákon, ambos virtuosos guerreros. Sörli decide matar al rey y apoderarse de la nave, sin tener en cuenta las advertencias de su lugarteniente Sævar sobre los hijos del Halfdan. El rey lucha con valentía, pero muere asesinado y Sörli huye navegando con su nueva nave. 
En una ocasión Sörli supo que Högni regresó de una de sus expediciones y se encontraba en Odense, así que quiso reunirse con Högni y comunicarle la muerte de su padre, con la intenció de ofrecer un wergeld (compensación) a los dos hermanos por la pérdida, pero estos no aceptaron y siguió una feroz batalla donde Hákon, Sævar y Erlingr mueren, y finalmente Sörli acaba malherido. No obstante, Högni sana a Sörli y accede a ser su hermano de armas.
Sörli murió en el este, posiblemente en Serkland, y cuando Högni supo de ello, se dirigió hacia el sur donde obtuvo muchas victorias, se convirtió en un gran rey y tuvo a otros veinte reyes subyugados como vasallos. La saga menciona que fue famoso desde la tierra de los fineses hasta París. 